# Elektrisk Bureau

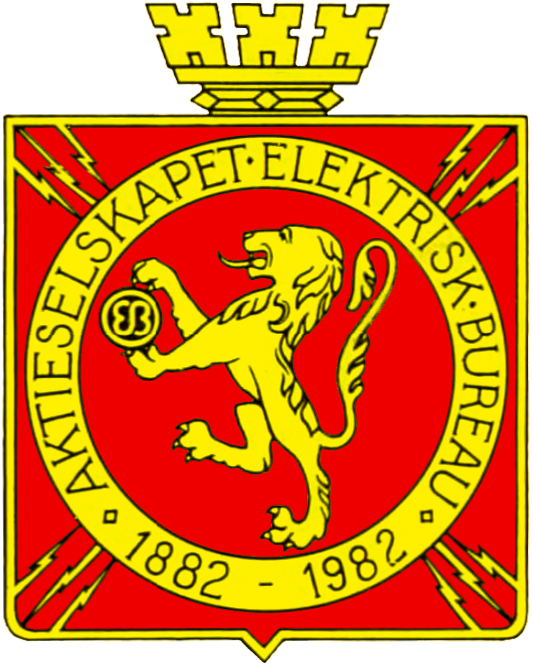
Elektrisk Bureau äldre logo.

Elektrisk Bureau (kort EB) var ett norskt företag inom elektronik och telefoni. 
Företaget grundades 1882 av Carl Söderberg och Bertrand Kolbenstvedt och blev aktiebolag 1895. Efter 1928 samarbetade EB med svenska LM Ericsson (LME) som hade köpt in sig i bolaget. Dotterbolag var bland annat Norsk Elektronisk Radio Apparatur (Nera), Norsk Kabelfabrikk, Industrikontroll A/S, Norsk Signalindustri A/S och AS Telesystemer. 
Bland produkterna märks bakelittelefonen från 1931, som var ett samarbetsprojekt mellan EB,  LME och Televerket i Sverige. Apparaten konstruerades av Christian Bjerknes och hade formgivits av konstnären Jean Heiberg. Det var världens första bakelittelefon med klyka och fingerskiva helt integrerade med apparatkåpan och var mycket modern för sin tid.
År 1989 blev EB en del av ABB-koncernen, samtidigt övertog Ericsson telekomverksamheten från Elektrisk Bureau och bildade ett eget norskt bolag. EB övertog Ericssons järnvägssignalverksamhet i framförallt Sverige och Danmark. Varumärket EB fanns kvar fram till 1993.